# Етнички стереотип
Етнички стереотип подразумева крајње упрошћена, устаљена и распрострањена, позитивна или негативна схватања о припадницима неке етничке групе (народа, националне мањине), типична за извесну социјалну средину. Етничке стереотипије се формирају као производ непотпуне и некритичке индукције, на основу оскудног искуства и под утицајем конформизма. Етничке стереотипије заједно са предрасудама могу бити основа социјалне дискриминације и прогона извесних мањинских етничких група.